# 大阪市立宮原小学校
大阪市立宮原小学校（おおさかしりつ みやはら しょうがっこう）は、大阪府大阪市淀川区にある公立小学校。

## 概要
地域の児童数の増加に伴い、1982年に現在地に新設開校した。
学校は歌島豊里線に面した場所にあり、教室には交通騒音防止のためにクーラーが設置されている。東海道・山陽新幹線新大阪駅の北西、山陽新幹線線路以北および阪急宝塚線線路以東を校区としており、北部や学校周辺を中心に大規模な分譲マンションなど高層住宅が建ち並んでいる。
学校名の「宮原」は、校区に「西宮原」という地名があることや、近くに宮原操車場（現・宮原総合運転所）があったことで宮原の地名が広く知られていることなどを総合的に勘案して選定されている。なお現在の住所表示上の「淀川区宮原」は北中島小学校校区になっていて宮原小学校校区には含まれていないが、宮原小学校校区の一帯もかつては宮原（西成郡北中島村宮原）と呼ばれていた。

## 沿革
1964年の新幹線開業以降、新大阪駅周辺が開発され、現在の校区にあたる地域に高層住宅が建ち並ぶようになった。
現在の校区にあたる地域は当時、北中島・西中島・木川・三国の4小学校の校区に分かれていた。各小学校で児童数が増加したことを背景にして、4小学校の校区を再編して開校している。
2010年代に入ると、宮原小学校において児童数の増加が見込まれるようになったため、宮原小学校の通学区域であった西宮原2丁目6番33号 - 81号を2012年に三国小学校へ変更した。
- 1982年4月1日 - 大阪市立宮原小学校として、現在地に開校。
- 1983年6月12日 - 開校記念式典を実施。
- 1983年11月19日 - 教室にクーラーを設置。
- 1987年11月18日 - 大阪市教育委員会から生活指導の研究校に指定され、研究発表を実施。
- 2012年4月1日 - 西宮原2丁目の一部の通学区域を宮原小学校から大阪市立三国小学校に変更。

## 通学区域
- 大阪市淀川区 三国本町1丁目、西宮原1丁目、西宮原2丁目（一部）。

卒業生は大阪市立宮原中学校に進学する。

## 交通
- 阪急宝塚本線 三国駅 南南東へ約700m
- 東海道・山陽新幹線、東海道本線（JR京都線）、おおさか東線、Osaka Metro御堂筋線 新大阪駅 西へ約1.2km